# جیسون گرنجر
جیسون گرنجر (انگلیسی: Jayson Granger؛ زادهٔ ۱۵ سپتامبر ۱۹۸۹) بازیکن بسکتبال اهل اروگوئه است.
از باشگاه‌هایی که در آن بازی کرده‌است می‌توان به آلبا برلین، باشگاه ورزشی افس پیلسن، باشگاه بسکتبال مالاگا، و باشگاه بسکتبال ساسکی باسکونیا اشاره کرد.
وی در مسابقات کشوری و بین‌المللی در مجموع برندهٔ ۲ مدال نقره، ۱ مدال برنز شده‌است.